# Radłówka (przystanek kolejowy)
Radłówka – zlikwidowany przystanek osobowy w Radłówce na linii kolejowej nr 283 Jelenia Góra – Żagań, w województwie dolnośląskim. Przystanek został zamknięty w 1996 roku, a zlikwidowany przed 28 listopada 2005.